# 夏州街道
夏州街道是中华人民共和国陕西省榆林市横山区下辖的一个街道办事处。

## 行政区划
夏州街道下辖以下村级行政区划单位：
郭水湾社区、梁家湾社区、苗圃社区、仓库湾社区、大古界社区、绿源社区、职教社区、杨园则社区、常熟社区、望厦社区、古城路社区、李家坬村、张家坬村、魏墙村。